# Ordishia fafner
Ordishia fafner är en fjärilsart som beskrevs av William Schaus 1933. Ordishia fafner ingår i släktet Ordishia och familjen björnspinnare. Inga underarter finns listade i Catalogue of Life.